# Fauth (cráter)

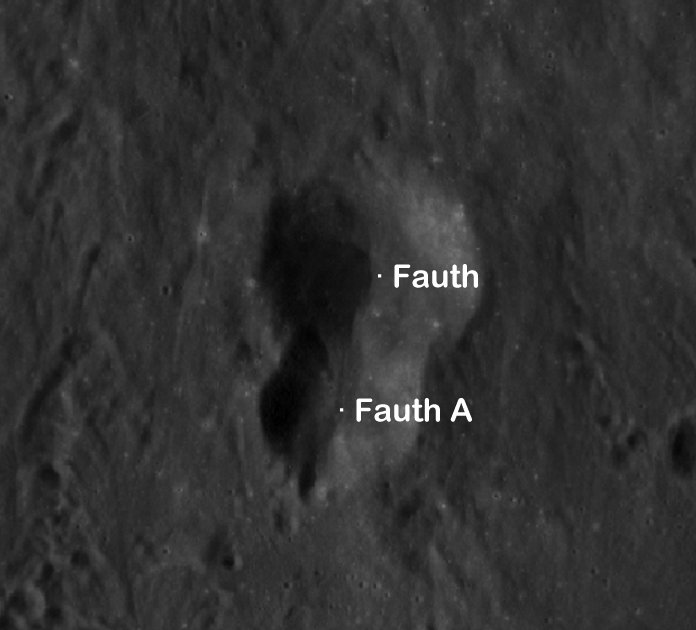
Fotografía de la misión
Lunar Reconnaissance Orbiter

Fauth es un pequeño cráter lunar, que forma parte de un cráter doble. Se halla en el Mare Insularum, al noreste del  cráter Reinhold, y al sur del prominente cráter Copernicus, dentro de su sistema de marcas radiales.
|  |

Esta formación está compuesta por los cráteres fusionados Fauth y el ligeramente más pequeño Fauth A, que con un radio de 9,6 km muestra una serie de incisiones en su lado sur. Fauth es muy probablemente un cráter secundario que fue creado por la formación de Copérnico.

## Cráteres satélite
Por convención estos elementos son identificados en los mapas lunares poniendo la letra en el lado del punto medio del cráter que está más cerca de Fauth.
|       | \| Fauth \| Coordenadas \| Diámetro \| \| ----- \| --------------------------- \| -------- \| \| A \| 6°00′N 20°06′O / 6.0, -20.1 \| 10 km \| \| B \| 5°48′N 19°18′O / 5.8, -19.3 \| 3 km \| \| C \| 5°12′N 18°48′O / 5.2, -18.8 \| 4 km \| \| D \| 6°00′N 18°24′O / 6.0, -18.4 \| 5 km \| \| E \| 5°24′N 20°42′O / 5.4, -20.7 \| 4 km \| \| F \| 5°30′N 17°24′O / 5.5, -17.4 \| 4 km \| \| G \| 5°18′N 16°12′O / 5.3, -16.2 \| 3 km \| \| H \| 4°48′N 16°12′O / 4.8, -16.2 \| 4 km \| |          |
| Fauth | Coordenadas | Diámetro |
| A     | 6°00′N 20°06′O / 6.0, -20.1 | 10 km    |
| B     | 5°48′N 19°18′O / 5.8, -19.3 | 3 km     |
| C     | 5°12′N 18°48′O / 5.2, -18.8 | 4 km     |
| D     | 6°00′N 18°24′O / 6.0, -18.4 | 5 km     |
| E     | 5°24′N 20°42′O / 5.4, -20.7 | 4 km     |
| F     | 5°30′N 17°24′O / 5.5, -17.4 | 4 km     |
| G     | 5°18′N 16°12′O / 5.3, -16.2 | 3 km     |
| H     | 4°48′N 16°12′O / 4.8, -16.2 | 4 km     |